# Neopromachus injucundus
Neopromachus injucundus är en insektsart som beskrevs av Günther 1937. Neopromachus injucundus ingår i släktet Neopromachus och familjen Phasmatidae. Inga underarter finns listade i Catalogue of Life.